# ZNF473
ZNF473‏ (Zinc finger protein 473) هوَ بروتين يُشَفر بواسطة جين ZNF473 في الإنسان.